# CE Mercadal
CE Mercadal is een Spaanse voetbalclub uit Es Mercadal die uitkomt in de Tercera División. De club werd in 1923 opgericht.